# Dzisna (rzeka)
Dzisna (lit. Dysna, biał. Дзісна) – lewy dopływ Dźwiny. Wypływa z jeziora Dzisna na Litwie i przez większą część biegu płynie przez obwód witebski Białorusi. Jej długość wynosi 178 km, obszar zlewni — 8180 km². Wpada do Dźwiny koło miasta tej samej nazwy.

## Dopływy
Prawe: Birwita (dł. 34 km), Hołbica (dł. 63 km), Bereźwica (dł. 42 km), Mniuta (dł. 41 km), Auta (dł. 47 km).
Lewe: Dryświata (dł. 44 km), Janka (dł. 48 km), Macica (dł. 27 km).

## Historia
Podczas wojny polsko-rosyjskiej w latach 1577–1582, Stefan Batory przeprowadzał w 1579 roku mobilizację w Świrze, gdzie zbierał konnicę, a w Postawach – artylerię. Sądzi się, że oddziały pancerne król przewoził szlakiem wodnymː Miadziołka – Birwita – Dzisna – zachodnia Dźwina.

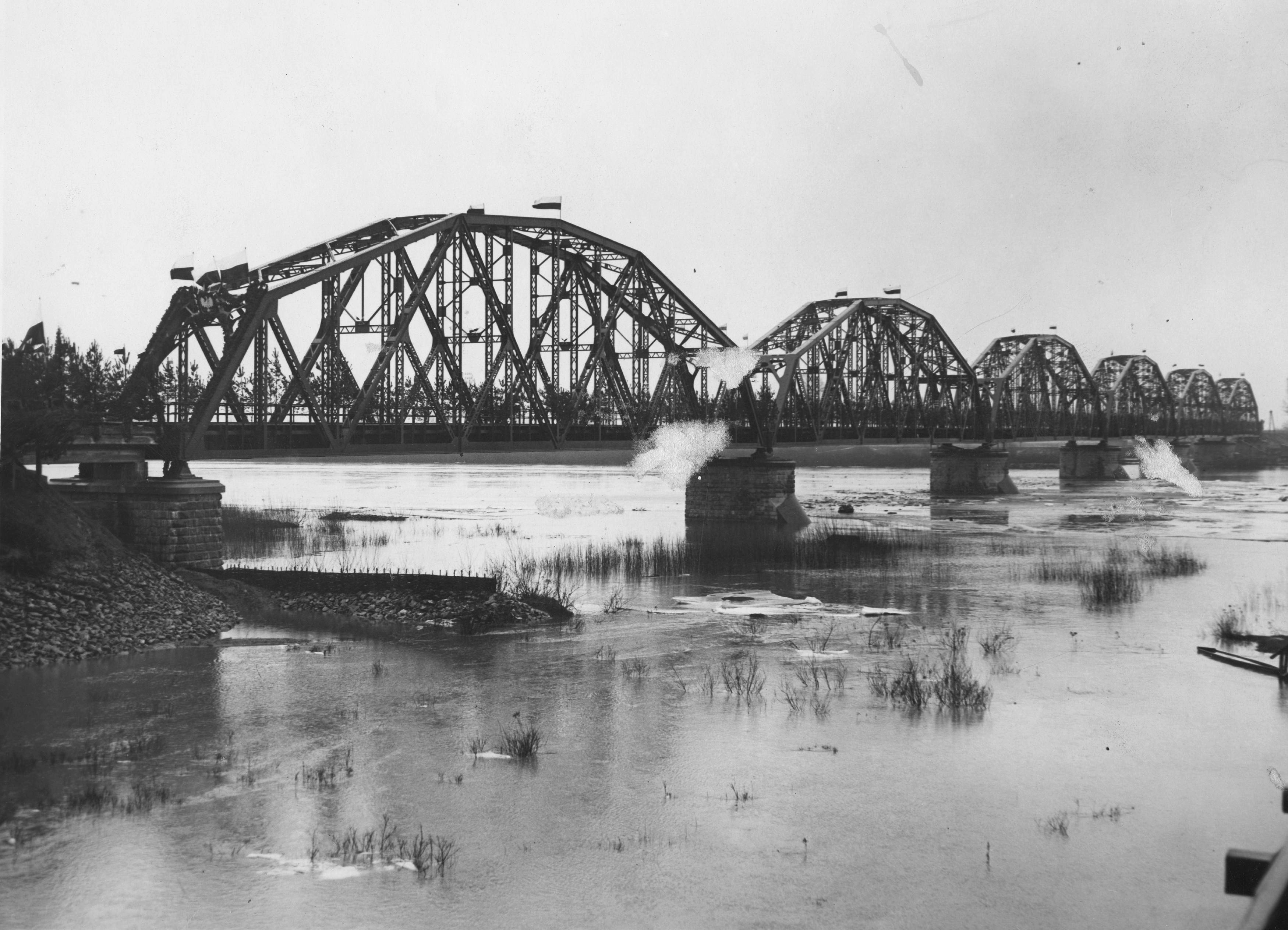
Most na rzece w Dziśnie w 1928 r.